# Нововоскресенська сільська рада
Нововоскресе́нська сільська́ ра́да — адміністративно-територіальна одиниця та орган місцевого самоврядування в Нововоронцовському районі Херсонської області. Адміністративний центр — село Нововоскресенське.

## Загальні відомості
Нововоскресенська сільська рада утворена в 1956 році.
- Територія ради: 418,1 км²
- Населення ради: 1 606 осіб (станом на 2001 рік)

## Населені пункти
Сільській раді підпорядковані населені пункти:
- с. Нововоскресенське

## Склад ради
Рада складається з 16 депутатів та голови.
- Голова ради: Соколенко Людмила Анатоліївна
- Секретар ради: Івахненко Валентина Миколаївна

### Керівний склад попередніх скликань
| Прізвище, ім'я, по батькові   | Основні відомості                                                               | Дата обрання | Дата звільнення |
| ----------------------------- | ------------------------------------------------------------------------------- | ------------ | --------------- |
| Золотарьова Тетяна Іванівна   | Сільський голова, 1959 року народження, позапартійна                            | 26.03.2006   | 31.10.2010      |
| Соколенко Людмила Анатоліївна | Сільський голова, 1961 року народження, освіта середня спеціальна, позапартійна | 31.10.2010   |                 |

Примітка: таблиця складена за даними сайту Верховної Ради України

### Депутати
За результатами місцевих виборів 2010 року депутатами ради стали:

#### За суб'єктами висування
| Суб'єкт висування                                       | Кількість обраних депутатів | %    |
| ------------------------------------------------------- | --------------------------- | ---- |
| Партія регіонів                                         | 9                           | 56,3 |
| Політична партія Всеукраїнське об'єднання «Батьківщина» | 5                           | 31,3 |
| Комуністична партія України                             | 2                           | 12,5 |

#### За округами
| № округу                                                | Прізвище, ім'я, по батькові    | Дата визнання обраним | Освіта             | Партійна приналежність                        | Відомості про обраного депутата                             |
| ------------------------------------------------------- | ------------------------------ | --------------------- | ------------------ | --------------------------------------------- | ----------------------------------------------------------- |
| Комуністична партія України                             |                                |                       |                    |                                               |                                                             |
| 8                                                       | Чербатюк Тетяна Петрівна       | 01.11.2010            | середня            | член Комуністичної партії України             | Нововоскресенська загальноосвітня школа, комірник           |
| 9                                                       | Пазяк Валерій Васильович       | 01.11.2010            | середня            | член Комуністичної партії України             | тимчасово не працює                                         |
| Партія регіонів                                         |                                |                       |                    |                                               |                                                             |
| 1                                                       | Сухомлін Жанна Анатоліївна     | 01.11.2010            | середня            | позапартійна                                  | Нововоскресенське приватне підприємство, продавець          |
| 2                                                       | Нища Світлана Миколаївна       | 01.11.2010            | середня спеціальна | позапартійна                                  | Нововоскресенський дошкільний навчальний заклад, вихователь |
| 3                                                       | Лобанов Микола Федорович       | 01.11.2010            | середня            | член Партії регіонів                          | пенсіонер                                                   |
| 5                                                       | Баранов Едуард Миколайович     | 01.11.2010            | вища               | член Партії регіонів                          | приватне підприємство                                       |
| 7                                                       | Івахненко Валентина Миколаївна | 01.11.2010            | вища               | позапартійна                                  | Нововоскресенська сільська рада, спеціаліст                 |
| 13                                                      | Бойко Валерій Миколайович      | 01.11.2010            | середня спеціальна | член Партії регіонів                          | тимчасово не працює                                         |
| 14                                                      | Хижняк Марія Миколаївна        | 01.11.2010            | вища               | член Партії регіонів                          | Нововоскресенська загальноосвітня школа, директор           |
| 15                                                      | Шевченко Ольга Іванівна        | 01.11.2010            | вища               | член Партії регіонів                          | Нововоскресенська сільська рада, секретар                   |
| 16                                                      | Михайліченко Олена Анатоліївна | 01.11.2010            | середня спеціальна | член Партії регіонів                          | Нововоскресенськеприватне підприємство, продавець           |
| Політична партія Всеукраїнське об'єднання «Батьківщина» |                                |                       |                    |                                               |                                                             |
| 4                                                       | Донченко Сергій Григорович     | 01.11.2010            | середня спеціальна | член Всеукраїнського об'єднання «Батьківщина» | тимчасово не працює                                         |
| 6                                                       | Климасенко Любов Іванівна      | 01.11.2010            | середня            | член Всеукраїнського об'єднання «Батьківщина» | пенсіонер                                                   |
| 10                                                      | Білоконь Наталя Петрівна       | 01.11.2010            | середня спеціальна | член Всеукраїнського об'єднання «Батьківщина» | тимчасово не працює                                         |
| 11                                                      | Семко Віктор Миколайович       | 01.11.2010            | середня            | член Всеукраїнського об'єднання «Батьківщина» | тимчасово не працює                                         |
| 12                                                      | Семененко Віктор Анатолійович  | 01.11.2010            | середня            | член Всеукраїнського об'єднання «Батьківщина» | приватне підприємство, продавець                            |

## Населення
Згідно з переписом УРСР 1989 року чисельність наявного населення сільської ради становила 1765 осіб, з яких 814 чоловіків та 951 жінка.
За переписом населення України 2001 року в сільській раді мешкали 1522 особи.

### Мова
Розподіл населення за рідною мовою за даними перепису 2001 року:
| Мова       | Відсоток |
| ---------- | -------- |
| українська | 96,14 %  |
| російська  | 2,99 %   |
| молдовська | 0,68 %   |
| білоруська | 0,12 %   |
| німецька   | 0,06 %   |